# Terry Neilson
Terence „Terry“ Neilson (* 2. November 1958 in Toronto) ist ein ehemaliger kanadischer Segler.

## Erfolge
Terry Neilson nahm an den Olympischen Spielen 1984 in Los Angeles in der Bootsklasse Finn-Dinghy teil. Er belegte mit 37,7 Punkten den dritten Platz hinter Russell Coutts, der auf 34,7 Punkte kam, und John Bertrand, der die Regatta mit 0,7 Punkten Vorsprung auf Neilson abschloss. Bei Weltmeisterschaften gelang Neilson 1982 in Porto Cervo im Laser der Titelgewinn, zwei Jahre später sicherte er sich in Anzio die Silbermedaille im Finn-Dinghy. Im Laser gewann er 1979 sowohl bei den offenen Europameisterschaften als auch bei den Panamerikanischen Spielen in San Juan die Goldmedaille.
1987 war er Skipper der kanadischen Yacht Canada II beim Louis Vuitton Cup.